# Ihrlerstein
Ihrlerstein település Németországban, azon belül Bajorországban. Lakosainak száma 4337 fő (2023. december 31.).

## Népesség
A település népessége az elmúlt években az alábbi módon változott:
| Lakosok száma | 1930 | 3218 | 3583 | 4147 | 4198 | 4226 | 4187 | 4215 | 4255 | 4337 |
|               | 1950 | 1975 | 1987 | 2012 | 2013 | 2015 | 2016 | 2019 | 2021 | 2023 |